# КК Црвена звезда сезона 2005/06.
Сезона 2005/06. КК Црвена звезда обухвата све резултате и остале информације везане за наступ Црвене звезде у сезони 2014/15. и то у следећим такмичењима: УЛЕБ куп, Јадранска лига, Суперлига Србије и Црне Горе и Куп Радивоја Кораћа.

## Тим
| бр     | бр     | Позиција      | Име                   | Националност                                       | Напомене |
| ------ | ------ | ------------- | --------------------- | -------------------------------------------------- | -------- |
| 4      | 4      | плејмејкер    | Горан Јеретин         | Савезна Република Југославија                      |          |
| 5      | 5      | плејмејкер    | Игор Милошевић        | Савезна Република Југославија · Грчка              |          |
| 6      | 6      | бек           | Вујадин Суботић       | Савезна Република Југославија                      |          |
| 11     | 11     | крилни центар | Милко Бјелица         | Савезна Република Југославија                      |          |
| 13     | 13     | центар        | Ненад Мишановић       | Савезна Република Југославија                      |          |
| 14     | 14     | центар        | Владислав Драгојловић | Савезна Република Југославија                      |          |
| 15     | 15     | крило         | Милан Гуровић         | Савезна Република Југославија                      |          |
| 17     | 17     | крило         | Чедомир Витковац      | Савезна Република Југославија                      |          |
| 18     | 18     | бек           | Вук Радивојевић       | Савезна Република Југославија                      |          |
| 20     | 20     | крилни центар | Тадија Драгићевић     | Савезна Република Југославија                      |          |
| 21     | 21     | крилни центар | Перо Антић            | Савезна Република Југославија · Северна Македонија |          |
| 23     | 23     | плејмејкер    | Џерод Хендерсон       | Сједињене Америчке Државе                          |          |
| 24     | 24     | плејмејкер    | Стивен Марковић       | Аустралија · Савезна Република Југославија         |          |
| 31     | 31     | центар        | Мирослав Раичевић     | Савезна Република Југославија                      |          |
| 34     | 34     | бек           | Лери О'Бенон          | Сједињене Америчке Државе                          |          |
| Тренер | Тренер | Тренер        | Драган Шакота         | Савезна Република Југославија                      |          |

### План позиција
| Поз. | Прва петорка          | Прве замене       | Друге замене      | Резерве        |
| ---- | --------------------- | ----------------- | ----------------- | -------------- |
| Ц    | Владислав Драгојловић | Ненад Мишановић   |                   |                |
| КЦ   | Перо Антић            | Мирослав Раичевић | Тадија Драгићевић |                |
| К    | Милан Гуровић         | Чедомир Витковац  |                   |                |
| Б    | Лери О'Бенон          | Вук Радивојевић   | Вујадин Суботић   |                |
| П    | Горан Јеретин         | Џерод Хендерсон   | Стивен Марковић   | Игор Милошевић |

## Табела
|     | Екипа               | Игр. | Поб. | Изг. | П+   | П-   | П+/- | Бод |
| --- | ------------------- | ---- | ---- | ---- | ---- | ---- | ---- | --- |
| 1.  | Партизан            | 26   | 20   | 6    | 2189 | 1996 | +193 | 46  |
| 2.  | Црвена звезда       | 26   | 19   | 7    | 2083 | 1886 | +197 | 45  |
| 3.  | ФМП Железник        | 26   | 18   | 8    | 2054 | 1896 | +158 | 44  |
| 4.  | Цибона              | 26   | 16   | 10   | 2133 | 2082 | +51  | 42  |
| 5.  | Хемофарм            | 26   | 16   | 10   | 2066 | 1979 | +87  | 42  |
| 6.  | Војводина Србијагас | 26   | 15   | 11   | 2194 | 2129 | +65  | 41  |
| 7.  | Босна АСА БХТ       | 26   | 15   | 11   | 2093 | 2008 | +85  | 41  |
| 8.  | Задар               | 26   | 14   | 12   | 2182 | 2073 | +109 | 40  |
| 9.  | Геоплин Слован      | 26   | 13   | 13   | 2034 | 2018 | +16  | 39  |
| 10. | Унион Олимпија      | 26   | 10   | 16   | 2056 | 2062 | -6   | 36  |
| 11. | Широки Еронет       | 26   | 10   | 16   | 2002 | 2178 | -176 | 36  |
| 12. | Хелиос              | 26   | 7    | 19   | 1926 | 2108 | -182 | 33  |
| 13. | Загреб              | 26   | 5    | 21   | 1970 | 2231 | -261 | 31  |
| 14. | Пивоварна Лашко     | 26   | 4    | 22   | 1955 | 2291 | -336 | 30  |

### Четвртфинале
| 20. 4. 2006. 20:00 | Извештај | Црвена звезда                                                | 86 : 74 | Босна АСА БХТ                      | Дворана Мирза Делибашић, Сарајево Гледаоци: 5.000 Судије: Стелиос Кукулекидис (ГРЧ), Рецеп Анкарали (ТУР), Смуел Бахар (ИЗР) |  |
| 20. 4. 2006. 20:00 | Извештај | Четвртине: 20-24, 20-18, 18-18, 28-14                        |         |                                    | Дворана Мирза Делибашић, Сарајево Гледаоци: 5.000 Судије: Стелиос Кукулекидис (ГРЧ), Рецеп Анкарали (ТУР), Смуел Бахар (ИЗР) |  |
| 20. 4. 2006. 20:00 | Извештај | Поени: Витковац 21 Скокови: Антић 9 Асистенције: Хендерсон 4 |         | Васиљевић 19 Перковић 9 Марковић 3 | Дворана Мирза Делибашић, Сарајево Гледаоци: 5.000 Судије: Стелиос Кукулекидис (ГРЧ), Рецеп Анкарали (ТУР), Смуел Бахар (ИЗР) |  |

### Полуфинале
| 22. 4. 2006. 20:00 | Извештај | Црвена звезда                                                   | 78 : 103 | ФМП Железник                 | Дворана Мирза Делибашић, Сарајево Гледаоци: 2.000 Судије: Илија Белошевић (СЦГ), Сашо Пукл (СЛО), Срђан Дожаи (ХРВ) |  |
| 22. 4. 2006. 20:00 | Извештај | Четвртине: 28-21, 19-30, 12-26, 19-26                           |          |                              | Дворана Мирза Делибашић, Сарајево Гледаоци: 2.000 Судије: Илија Белошевић (СЦГ), Сашо Пукл (СЛО), Срђан Дожаи (ХРВ) |  |
| 22. 4. 2006. 20:00 | Извештај | Поени: Раичевић 22 Скокови: Раичевић 5 Асистенције: Хендерсон 3 |          | Васић 19 Јоровић 6 Јоровић 4 | Дворана Мирза Делибашић, Сарајево Гледаоци: 2.000 Судије: Илија Белошевић (СЦГ), Сашо Пукл (СЛО), Срђан Дожаи (ХРВ) |  |

## Суперлига Србије и Црне Горе

### Група Б
|    | Тим           | Игр. | Поб. | Изг. | П+  | П-  | Бод |
| -- | ------------- | ---- | ---- | ---- | --- | --- | --- |
| 1. | Црвена звезда | 10   | 9    | 1    | 909 | 796 | 19  |
| 2. | Будућност     | 10   | 8    | 2    | 799 | 760 | 18  |
| 3. | Хемофарм      | 10   | 6    | 4    | 867 | 812 | 16  |
| 4. | ОКК Београд   | 10   | 5    | 5    | 873 | 889 | 15  |
| 5. | Здравље       | 10   | 2    | 8    | 813 | 912 | 12  |
| 6. | Атлас         | 10   | 0    | 10   | 811 | 903 | 10  |

### Полуфинале
| Датум         | Клуб, Место            | Резултат | Клуб, Место            |
| ------------- | ---------------------- | -------- | ---------------------- |
| 31. мај 2006. | Црвена звезда, Београд | 78:79    | ФМП, Железник          |
| 2. јун 2006.  | Црвена звезда, Београд | 81:61    | ФМП, Железник          |
| 5. јун 2006.  | ФМП, Железник          | 73:83    | Црвена звезда, Београд |
| 7. јун 2006.  | ФМП, Железник          | 97:68    | Црвена звезда, Београд |
| 10. јун 2006. | Црвена звезда, Београд | 87:85    | ФМП, Железник          |

### Финале
| Датум         | Клуб, Место            | Резултат | Клуб, Место            |
| ------------- | ---------------------- | -------- | ---------------------- |
| 13. јун 2006. | Партизан, Београд      | 84:78    | Црвена звезда, Београд |
| 15. јун 2006. | Партизан, Београд      | 20:0     | Црвена звезда, Београд |
| 18. јун 2006. | Црвена звезда, Београд | 73:89    | Партизан, Београд      |